# N514 (België)
De N514 is een gewestweg in Moeskroen, België tussen de N43 en de Menenstraat in Moeskroen. De weg heeft een lengte van ongeveer 3 kilometer.
De gehele weg bestaat uit twee rijstroken voor beide rijrichtingen samen.